# Vertinnen (steen)

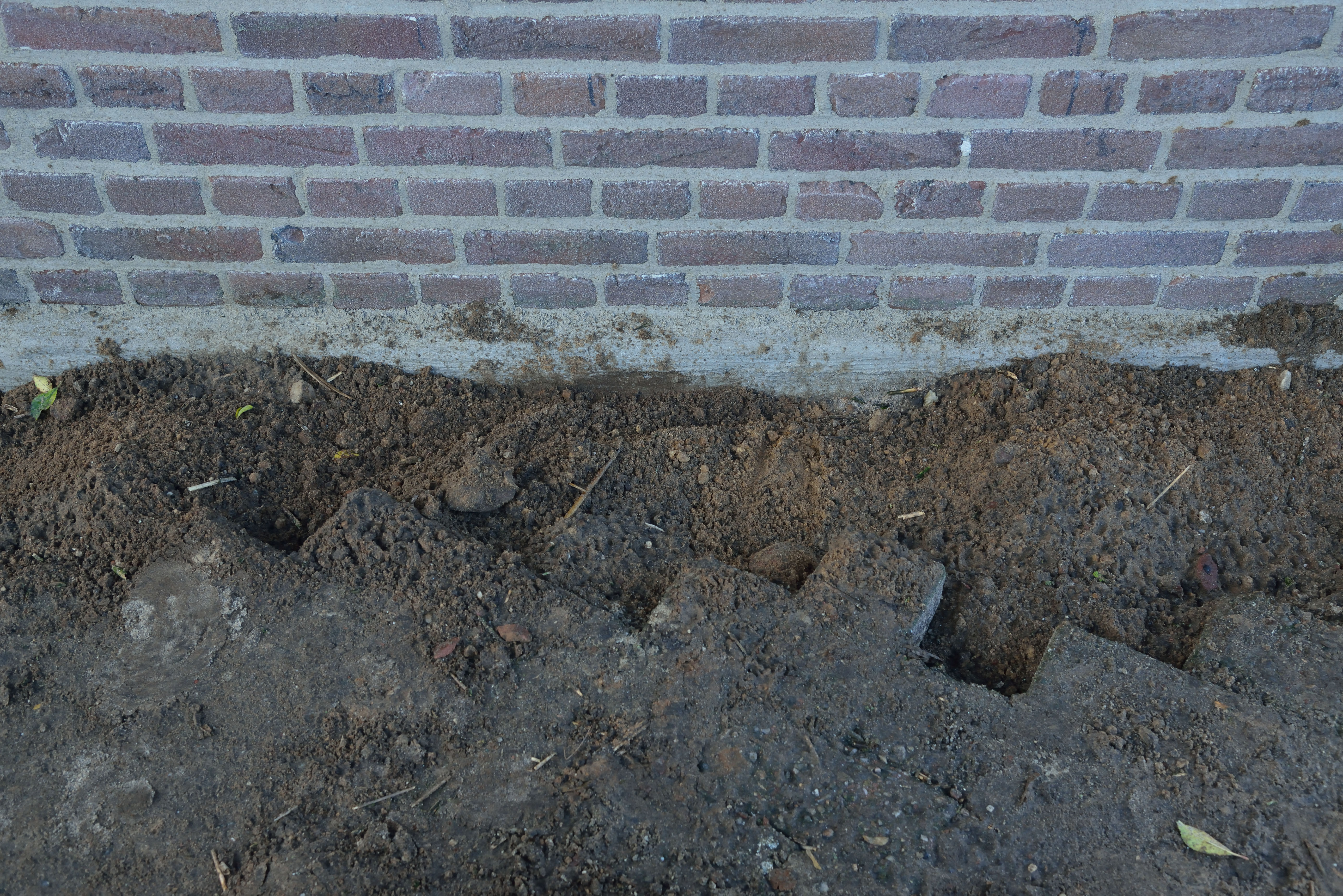
Opgeruwd vertind fundament van de Walderveense molen met daarboven nieuw voegwerk

Vertinnen is het met een stoffer of kwast een dunne laag specie of mortel op metselwerk aanbrengen om schadelijke invloeden tegen te gaan. Funderingsmetselwerk, een spouw, de binnenkant van een rookkanaal wordt respectievelijk beschermd tegen grondwater, doorslaand regenwater en rookgassen.
Bij monumenten is het gebruikelijk om funderingen met een trasmortel te vertinnen.